# Goulnara Arzhantseva
Goulnara Arzhantseva (Perm, 28 de noviembre de 1973) es una matemática y profesora universitaria rusa.

## Biografía
Estudio en la Escuela Kolmogórov para Jóvenes Talentos en Física y Matemáticas de la Universidad Estatal de Moscú y luego estudió matemáticas en la misma universidad, donde recibió su doctorado en 1998 con Alexander Olschanski sobre el tema "Propiedades genéricas de grupos finitamente presentados". Sus áreas de especialización son el álgebra, los espacios métricos y la topología geométrica, así como los aspectos geométricos, analíticos, combinatorios y computacionales de la teoría de grupos.
Es profesora de álgebra en la Facultad de Matemáticas de la Universidad de Viena y una de las dos subdirectoras del Instituto Erwin Schrödinger de Física Matemática.
En 2010, Arzhantseva recibió una Beca de Investigador Independiente Inicial del Consejo Europeo de Investigación (ERC).
- 2009, Límites de grafos en teoría de grupos e informática.